# Réserve naturelle de Nordøstre Askeskjær
La réserve naturelle de Nordøstre Askeskjær  est une réserve naturelle norvégienne qui est située dans la municipalité de Frogn dans le comté d'Akershus.

## Description
Nordöstre Askeskjær est l'îlot le plus à l'est d'Askholmene dans le détroit de Drøbak entre Håøya au nord et Hallangen dans la municipalité de Frogn. Le point culminant de l'îlot est à 5,8 m au-dessus du niveau de la mer. À la pointe nord se trouve le phare d'Askholmene.
La conservation de la réserve naturelle de Nordøstre Askeskjær a pour objectif de préserver le cadre de vie de la faune et de la flore de la zone, notamment du point de vue des oiseaux marins et de leurs lieux de nidification. En 2005, environ 140 couples nicheurs ont été enregistrés, dont 36 couples d'eiders et 81 couples de goélands bruns. Ce sont les plus grandes colonies de ces espèces dans le fjord.